# Cerezo Osaka sub-23
Cerezo Osaka sub-23 (セレッソ大阪U-23 Seresso Ōsaka U-23?) era el equipo filial de fútbol del Cerezo Osaka ubicado en la ciudad de Osaka, en la prefectura homónima. Compitió en la J3 League entre las temporadas 2016 y 2020. Disputaba la mayoría de sus partidos de local en el Estadio Kincho.

## Historia
Cerezo Osaka se unió a la J3 League en 2016 junto con los equipos filiales de Gamba Osaka y F.C. Tokyo. Ninguno de estos clubes pueden ascender a la J2 League, además de que sólo pueden tener en cancha a 3 jugadores mayores de 23 años.

## Uniforme
- Uniforme titular: Camiseta rosa, pantalón azul marino, medias rosas.
- Uniforme alternativo: Camiseta blanca, pantalón blanco, medias blancas.

| Titular | Alternativo |